# 鳥取県西部地震
鳥取県西部地震（とっとりけんせいぶじしん）は、2000年（平成12年）10月6日13時30分に鳥取県の西部で発生した地震である。地震の規模はマグニチュード7.3で、鳥取県西部で最大震度6強を観測した。地震空白域とされる地域で発生した。
同日、気象庁はこの地震を平成12年（2000年）鳥取県西部地震と命名した。

## 概要
1996年の震度階級改正以来初めて震度6強を記録した。気象庁マグニチュードが7を超える大地震であったにもかかわらず、何人かは生き埋めとなったが救助され、死者は無かった。これは、震源地が山間部であったことや、市街地の一部を除き人口が密集していない地域であったことや、積雪の多い地域のため頑丈な造りの民家が多かったこと、そして地盤が比較的強固であったことも挙げられる。
鳥取県では、この地震の2か月前に震度6強の震災が鳥取県西部で発生することを想定して防災訓練を実施しており、訓練の成果として地震発生から10分後には行政および消防当局が対策を実施することができた。しかし、境港市街の液状化を始め日野町、米子市などで住宅の倒壊、損壊など物理的な被害は顕著であった。なお、震源地が大山にほど近い事もあり大山の噴火も懸念されたが、全く火山活動はなく津波は観測されていない。
- 発生：2000年（平成12年）10月6日（金）13時30分18秒 (JST)
- 震源：鳥取県米子市南方約20 km（北緯35度16.4分、東経133度20.9分、深さ9 km）
- 地震の規模：M7.3 (Mw6.8)
- 最大震度：6強（鳥取県日野郡日野町根雨、鳥取県境港市東本町）
  - 防災科学技術研究所のKiK-Netでは日野において震度7相当（計測震度6.6）の1135galを観測[13]。

### 震源断層
発震機構は東西方向に圧力軸を持つ横ずれ断層型である。震源断層は、北北西－南南東走向の左横ずれ断層（長さ約20km・幅10km）と推定されている。
この地震は、既知の断層の活動によるものではなく、未確認の地下断層（未知の活断層）の活動による地震であり、地表地震断層も出現しなかった。ただし、地表には地下の変位に伴い複数の地割れが現れている。
余震域は本震の震源断層に沿って分布し、島根県の安来市から鳥取県の日野郡まで南南東 - 北北西方向に長さ約30 km、深さは約15 kmまでに分布している。
この地震に先行し断層の深部延長線上で1989年、1990年、1997年にはM5程度の群発的地震活動が発生している。本震発生の約12時間前には、震源域でM1.7が観測されている。トレンチ調査により前回の活動は西暦800年 - 1200年であることが判明した。

### 各地の震度
| 震度 | 都道府県 | 観測点名 |
| ---- | -------- | --- |
| 6強  | 鳥取県   | 境港市東本町・鳥取日野町根雨 |
| 6弱  | 鳥取県   | 境港市上道町・西伯町法勝寺・会見町天万・岸本町吉長・淀江町西原・溝口町溝口・日吉津村日吉津 |
| 5強  | 鳥取県   | 米子市博労町 |
| 5強  | 島根県   | 安来市安来町・宍道町昭和・仁多町三成 |
| 5強  | 岡山県   | 新見市新見・大佐町小阪部・哲多町本郷・落合町西河内・美甘村美甘 |
| 5強  | 香川県   | 土庄町甲 |
| 5弱  | 鳥取県   | 鳥取東郷町龍島・関金町大鳥居・北条町土下・鳥取大栄町由良宿・東伯町徳万・鳥取大山町国信・名和町御来屋・鳥取中山町赤坂 |
| 5弱  | 島根県   | 松江市西津田・島根鹿島町佐陀本郷・東出雲町揖屋・八雲村西岩坂・玉湯町湯町・八束町波入・島根大東町大東・島根加茂町加茂中・三刀屋町三刀屋・斐川町荘原町・湖陵町二部・仁摩町仁万・桜江町川戸                                                       |
| 5弱  | 岡山県   | 神郷町下神代・岡山勝山町勝山・新庄村役場・岡山川上村上福田・八束村上長田・中和村下和・岡山市大供・玉野市宇野・笠岡市笠岡・岡山御津町金川・岡山瀬戸町瀬戸・灘崎町片岡・早島町前潟・船穂町船穂・真備町箭田・有漢町有漢・北房町下呰部・賀陽町豊野 |
| 5弱  | 兵庫県   | 津名町志筑 |
| 5弱  | 広島県   | 広島高野町新市・福山市駅家町・川尻町西・広島大崎町中野・新市町新市・府中町大通り |
| 5弱  | 徳島県   | 徳島市大和町・徳島市新蔵町 |
| 5弱  | 香川県   | 香川白鳥町湊・香川池田町池田・庵治町役場・観音寺市観音寺町・国分寺町新居・三野町下高瀬・豊中町本山 |

このほか大阪府（大阪市など）・兵庫県（神戸市・姫路市・豊岡市など）・京都府・山口県・愛媛県（松山市など）・広島県（広島市など）・島根県（隠岐島含む）・鳥取県（鳥取市など）・岡山県・香川県・徳島県・高知県など西日本の広い範囲で震度4を記録した。揺れは東は茨城県鉾田町まで、西は鹿児島市まで伝わった。また、兵庫県では兵庫県南部地震（阪神・淡路大震災）以来初めて震度5弱以上を観測した地震となった。

## 被害
| 都道府県 | 人的被害(人数) | 人的被害(人数) | 住宅被害 | 住宅被害 | 住宅被害 |
| 都道府県 | 死者           | 負傷者         | 全壊     | 半壊     | 一部損壊 |
| -------- | -------------- | -------------- | -------- | -------- | -------- |
| 鳥取     | -              | 141            | 394棟    | 2494棟   | 14134棟  |
| その他   | -              | 41             | 41棟     | 607棟    | 4410棟   |
| 合計     | -              | 182            | 435棟    | 3101棟   | 18544棟  |

- JR伯備線他4線で落石、土砂崩壊、プラットホーム傾く[19]。
- 米子自動車道で、段差発生や路面亀裂等[20]。
- 鳥取県国道180号等で路肩決壊等11箇所、岡山県国道181号等で落石6箇所等[19]。
- 米子空港で滑走路亀裂(10月11日より再開[21])。
- 中国電力 停電 17,402戸
- 四国電力 停電 1,874戸

### 救助活動
- 自衛隊：10月6日より:10月7日（最大人員340、車両50両）、18日撤収。
- 海上保安庁：巡視船艇50隻、航空機11機、10日撤収。

## 法的措置
- 災害救助法適用、被災者生活再建支援法適用[22][23]

## 静穏化と活動域
1980年代末以降、日本海沿岸域の広域で地震活動は静穏化していたが京都府北部から鳥取県西部地域のこの地震の震源域では、M5クラスの地震が数回（1990年、1991年、1997年）発生し1997年は群発地震の様相を呈していた、日本海沿岸の静穏域の中では活発な活動が起こっていた場所である。この様な静穏域中の活動域は、応力の集中しているアスペリティとして注目されていたが、2000年 M7.3 の地震の予見までには至らなかった。

## その他
- 1925年の美保地震 (M5.8) と同じ震源で発生した地震である[28]。

## 関連地震
- 鳥取地震 - 1943年の地震
- 鳥取県中部地震 - 2016年の地震